# Goštautai

Das Adelswappen der Familie von Gasztołd, Wappengemeinschaft Abdank

Goštautai ist der Name eines bedeutenden litauischen Hochadelsgeschlechts litauisch-ruthenischer Herkunft.
Bekannte Träger dieses Namens waren:
- Andrzej Gasztołd (1342–1408), Starost von Krėva und Wojewode von Vilnius;
- Jan Gasztołd (1393–1458), Wojewode von Trakai und Vilnius;
- Marcin Gasztołd (1428–1483), Wojewode von Kiew und Trakai;
- Olbracht Gasztołd (1470–1539), Großkanzler von Litauen;
- Stanisław Gasztołd (1507–1542), Wojewode von Trakai und Nawahradak, erster Ehegatte der späteren Königin von Polen, Barbara Radziwiłł;